# أندريس كاريلو
أندريس كاريلو (مواليد 16 أغسطس 1980) هو مبارز بالسيف كوبي، مثّل بلاده في الألعاب الأولمبية الصيفية 2004.

## روابط خارجية
أندريس كاريلو على موقع أوليمبيديا (الإنجليزية)